# Collège Saint-Louis (Montréal)
 (décembre 2018).
Si vous disposez d'ouvrages ou d'articles de référence ou si vous connaissez des sites web de qualité traitant du thème abordé ici, merci de compléter l'article en donnant les références utiles à sa vérifiabilité et en les liant à la section « Notes et références ».
Pour les articles homonymes, voir Saint-Louis et Collège Saint-Louis.
Le Collège Saint-Louis est une école d'éducation internationale de la commission scolaire Marguerite-Bourgeoys située à Lachine dans la province de Québec (Canada).

## Description
Initiative de la Commission scolaire du Sault-Saint-Louis, cet établissement a vu le jour, à l'automne 1988, dans le but d'offrir un apprentissage adapté aux étudiants possédant d'excellents résultats scolaires.
Offrant un programme enrichi de la 1re à la 5e secondaire, le collège Saint-Louis bâtit celui-ci selon la philosophie de l’éducation internationale. Reconnu par le ministère de l’Éducation, du Loisir et du Sport du Québec aux fins d’un projet particulier, c'est une école publique du Québec exclusivement dédiée au programme d'éducation internationale. Il est affilié à l'organisation du Baccalauréat international, l'IB, et à la Société des écoles du monde du BI du Québec et de la francophonie, la SÉBIQ. Le collège a plusieurs programmes parascolaires tel que les équipes sportives, la troupe expression et le troupe d'improvisation.